# Stylidium ensatum
Stylidium ensatum este o specie de plante dicotiledonate din genul Stylidium, familia Stylidiaceae, ordinul Asterales, descrisă de Anthony R. Bean. Conform Catalogue of Life specia Stylidium ensatum nu are subspecii cunoscute.